# Angelo Corsi
Angelo Corsi (Capestrano, 6 ottobre 1889 – Roma, 18 dicembre 1966) è stato un avvocato e politico italiano.
È stato deputato nel Regno d'Italia e all'Assemblea Costituente.
È stato Sottosegretario di Stato alla Marina (Marina Mercantile) nel II Governo Bonomi, nel Governo Parri e nel I Governo De Gasperi, e Sottosegretario di Stato all'Interno nel II Governo De Gasperi.
Per quasi venti anni, fino al 1966, è stato presidente dell'INPS. Fu anche sindaco di Iglesias dal 1914 al 1921 e più volte consigliere comunale e provinciale.